# Toto Koopman
Catharina "Toto" Koopman (octubre de 1908 – agosto de 1991) fue una modelo indonesa que trabajó en París antes de la Segunda Guerra Mundial. Durante esa guerra, fue espía de la resistencia italiana, fue capturada y mantenida prisionera en el campo de concentración de Ravensbrück. Más tarde colaboró en el establecimiento de la Galería Hanover como una de las más influyentes galerías de arte en Europa durante la década del '50.

## Vida y carrera
Koopman nació en Java en 1908, hija de un oficial de caballería neerlandés y su madre neerlandés-indonesa. Su nombre era Catharina, pero siempre prefirió Toto, su sobrenombre de la infancia tomado del caballo favorito de su padre. Koopman dejó Java en 1920 para asistir a la escuela en un internado en los Países Bajos, donde desarrolló un talento para los idiomas, hablando de manera fluida inglés, francés, alemán e italiano. Luego de un año en una escuela inglesa, se trasladó a París para trabajar como modelo.
En París, Koopman trabajó como modelo para Coco Chanel pero renunció a los seis meses. Trabajó para los diseñadores Rochas, Mainbocher y Madeleine Vionnet, apareciendo de manera regular en Vogue Paris y fue fotografiada por Edward Steichen y George Hoyningen-Huene.
Koopman tuvo un pequeño papel en la película La vida privada de Don Juan y aunque su parte fue cortada en la producción final, asistió al estreno junto a Tallulah Bankhead, quien la presentó a Lord Beaverbrook. Aunque Beaverbrook estaba casado y era treinta años mayor, en 1934 comenzaron un romance que duró algunos años. Beaverbrook pagaba sus viajes a través de Europa en los años '30 y ella asistía habitualmente a la ópera en Alemania e Italia. Cuando Beaverbrook descubrió que Koopman también era amante de su hijo, Max Aitken, publicó una serie de historias en los periódicos que dirigía, incluyendo el Daily Express y el London Evening Standard, que hicieron que la alta sociedad de Londres repudiara a Koopman, quien vivió cuatro años con el joven Aitkin pero la relación terminó cuando ella se negó a casarse con él. De hecho, Koopman había firmado un acuerdo con Beaverbrook que le garantizaba una pensión vitalicia mientras no se casara con su hijo.

## Segunda Guerra Mundial
Koopman dejó Londres en 1939 para vivir en Italia. Allí comenzó una relación con un líder de la resistencia anti Mussolini. Cuando comenzó la guerra, aceptó utilizar sus contactos y su conocimiento de idiomas para espiar para la resistencia italiana. Se infiltró en reuniones de los camisas negras pero fue capturada. Luego de permanecer en prisiones de Milán y Lazio fue enviada al campo de detención de Massa Martina pero logró escapar y se escondió en las montañas de los alrededores de Perugia, donde trabajó con un grupo local de la resistencia. Fue capturada y escapó nuevamente, llegando hasta Venecia. Allí, en octubre de 1944, Koopman fue atrapada espiando a oficiales alemanes de alto rango en el hotel Danieli, y rápidamente fue deportada al campo de concentración Ravensbrück. Poco después el campo fue liberado, en abril de 1945, y las autoridades nazis liberaron a centenares de prisioneros, incluyendo a Koopman, al cuidado de la Cruz Roja en Suecia. Un antiguo novio, Randolph Churchill fue hasta Gotemburgo y ayudó a la demacrada Koopman a conseguir ropa nueva, un nuevo pasaporte, y una peluca para su cabeza afeitada.

## Últimos años
Mientras se recuperaba en Ascona en 1945, Koopman conoció a la marchante Erica Brausen. Se convirtieron en amantes y permanecieron juntas por el resto de sus vidas. Brausen estaba a punto de abrir su propia galería comercial en Londres y las dos mujeres trabajaron juntas para fundar la Galería Hanover. Pronto se convirtió en una de las galerías más influyentes de Europa, principalmente por acoger tempranamente la carrera de Francis Bacon. Durante los '50, Koopman estudió en la Universidad de Londres y fue parte de varias excavaciones arqueológicas. En 1959 Koopman y Brausen adquirieron una propiedad en la isla de Panarea. Continuaron viviendo juntas hasta la muerte de Koopman en agosto de 1991, 18 meses antes de la muerte de Brausen.

## Otras lecturas
- Jean-Noël Liaut (2013). The Many Lives of Miss K (en inglés). Nueva York: Rizzoli Ex Libris. ISBN 978-0-8478-4129-5.

- Datos: Q15882992